# Стад Франсе (регбійний клуб)
Стад Франсе Парі(фр. Stade Français Paris) — французький регбійний клуб, який виступає у вищому дивізіоні національного чемпіонату, тринадцятиразовий чемпіон країни. Команда представляє XVI округ Парижа і проводить домашні матчі на арені Стад Шарлеті, що вміщає 20 тисяч глядачів. Ігри, на які приходить більша кількість спостерігачів, проводяться на найбільшому стадіоні країни Стад де Франс, здатний прийняти 80 тисяч уболівальників. При цьому традиційною ареною парижан вважається Стад Жан-Буен,.
Перший клуб Стад Франсе було сформовано в 1883 році. У 1892 році столичний колектив зіграв у фіналі першого французького чемпіонату з командою Рейсінг Клаб де Франс. Тоді суперник виявився сильнішим, а арбітром матчу виступив майбутній засновник і голова Міжнародного олімпійського комітету, П'єр де Кубертен. Проте, наступні три фінали регбісти Стад Франсе виграли і після річної перерви здобули ще два титули. Потім команду спіткала криза, і близько півстоліття Стад Франсе знаходився в нижчих дивізіонах французького регбі. Ситуація змінилася з приходом в 1992 році нового президента Макса Гуаззіні: парижани повернулися до вищої ліги і незабаром стали чемпіонами. Свій теперішній статус клуб отримав лише в 1995 році в результаті злиття секцій регбі спортивних клубів Стад Франсе та Парі Жан-Буена (також відомого під назвою Клаб Атлетік де Спорт Женеро, CASG). Остання на даний момент перемога клубу в чемпіонаті відбулась в 2007 році, тоді команда виграла у Клермона. У 2011 році Гуаззіні продав більшість акцій клубу і зараз президентом Стад Франсе є Томас Саваре.

## Історія

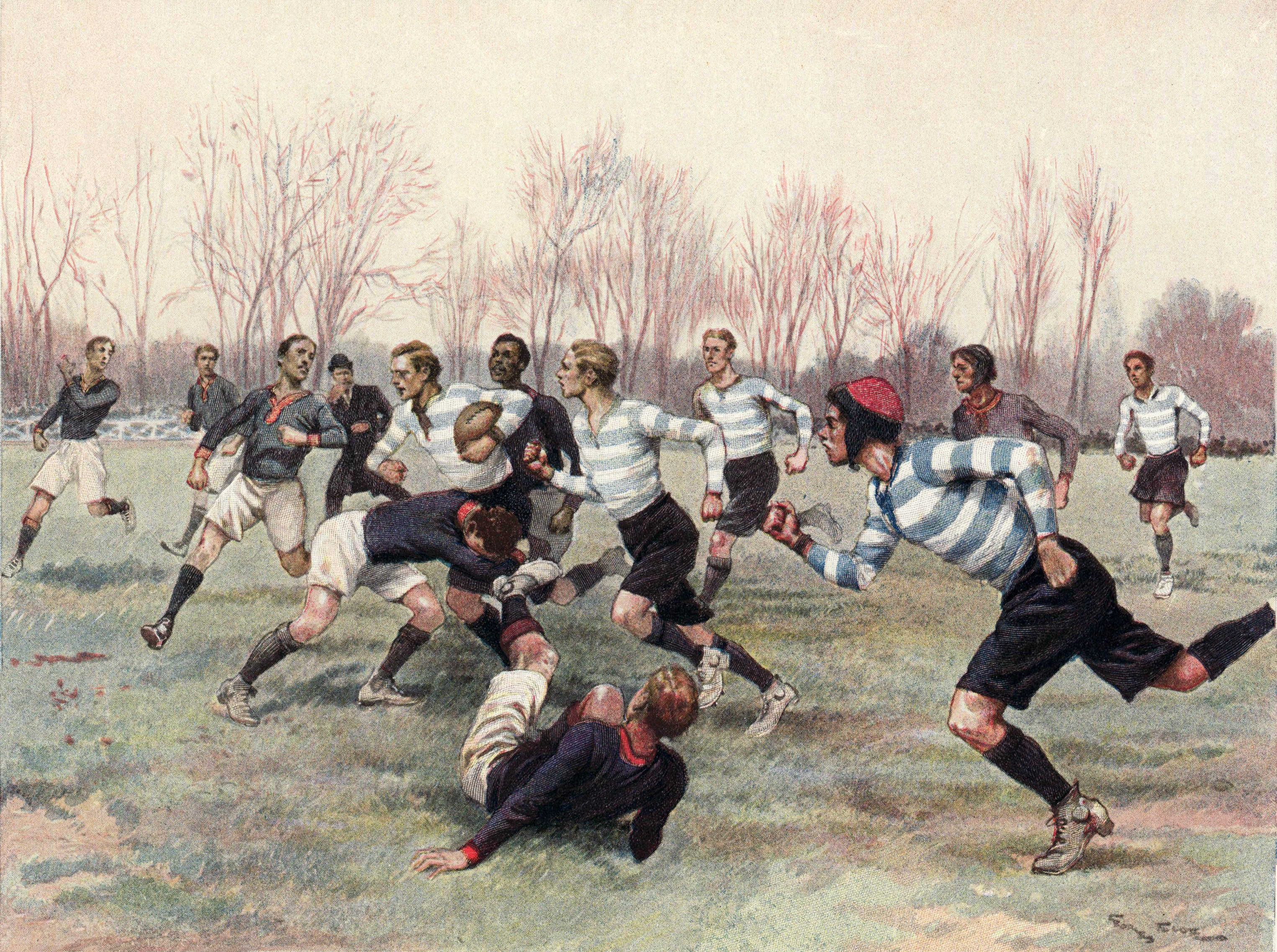
Гравці клубу (в темно-синій формі) грають проти «Рейсінг 92», кінець XIX століття

Клуб Стад Франсе був створений в 1883 році групою студентів-ентузіастів. 20 березня 1892 року команда зіграла в першому чемпіонаті Франції, розіграш якого включав всього один фінальний матч. Гра була організована Союзом французьких спортивних атлетичних товариств (фр. Union des Sociétés Françaises de Sports Athlétiques), головним же суддею матчу був призначений П'єр де Кубертен. Так як перші розіграші чемпіонату Франції проводилися виключно серед столичних команд, у фіналі зустрілися два паризьких клуби — Стад Франсе і Рейсінг Клаб де Франс. Жоден із суперників не володів значною перевагою, проте в остаточному результаті перемогла збірна Рейсінг Клаб де Франс(4:3). У наступному сезоні, коли суперники знову розігрували головний приз чемпіонату, удача була на боці спраглих реваншу гравців Стад Франсе (7:3). Команда підтвердила статус однієї з найсильніших і в наступних сезонах виграла чемпіонати 1894, 1895, 1897 і 1898 років.
У 1899-1908 роках команда сім разів зустрічалась в фіналі з жирондінськийм клубом Бордо-Бегль. Регбісти з Бордо вийшли з протистояння переможцями, завоювавши п'ять титулів, в той час як парижани задовольнилися лише двома (1901, 1908). Ще один фінал столичні регбісти виграли у команди Тулузи в 1903 році. Стад Франсе не грав у фіналах чемпіонату аж до 1927 року. Тоді клуб знову виграв у Тулузи, будучи їх гостем (19:9). Потім результативність команди знизилася на досить довгий період. Колектив з Парижа провів більше 50 років поза елітним дивізіоном чемпіонату.
У 1992 році, під час виступів у третій лізі клуб придбав бізнесмен Макс Гуаззіні. У 1995 році, коли відбулося об'єднання з Клаб Атлетік де Спорт Женеро, команда повернулася до вищого дивізіону. Повернення в число кращих збіглося із запрошенням Бернарда Лапорте на пост головного тренера. До 1998 року регбісти Стад Франсе виконали наступну мету - вийшли в фінал сезону, де обіграли Перпіньян (34:7). Перемога в чемпіонаті стала першою з 1908 року, тобто парижани були найсильнішою командою Франції протягом 90 років. Лапорте незабаром відправився тренувати французьку збірну і його позицію в клубі зайняв Жорж Косте. У 2000 році наступником Косте став Джон Конноллі.
У травні 2001 року команда в перший для себе раз стала фіналістом кубка Хайнекен, недавно створеного міжнародного європейського турніру. У вирішальному матчі французи програли англійській команді Лестер Тайгерс (30:34) - матч пройшов на паризькому стадіоні Парк де Пренс. Конноллі покинув клуб в 2002 році, і новим тренером був оголошений Нік Маллетт. Під його керівництвом Стад Франсе стали національними чемпіонами 2003 та 2004 років. У сезоні 2004/2005 клуб був близький до оформлення дубля, але в фіналі чемпіонату команда програла Біарріц Олімпік, а в головному матчі європейського сезону, який проходив в Шотландії, колектив програв співвітчизникам з Тулузи за підсумками додаткового часу. Маллетта замінив колишній гравець парижан і капітан збірної Фаб'єн Галт'є. Клуб виграв чемпіонат в сезоні 2006/2007. У фіналі команда виграла у Клермон Овернь(23:18) на Стад де Франс.
У сезоні 2010/2011 парижани зіткнулися з серйозними фінансовими труднощами: рекламна компанія, яка працювала з клубом, зазнала краху. У червні 2011 року керівництву Стад Франсе вдалося відстрочити адміністративне покарання у виді переведення команди в третю за силою лігу. Гуаззіні оголосив про швидке підписання угоди, в результаті якої неназваний інвестор, представник канадського фонду, придбає більшу частку акцій клубу. Потенційна угода зірвалася зі скандалом, і принаймні троє її учасників були арештовані. В самому кінці терміну, даного клубу організаторами чемпіонату команді, Гуаззіні повідомив про нову угоду, яка зробить головною людиною в клубі главу компанії Обертур Текноложі фр. Oberthur Technologie Жана-П'єра Савара. Гуаззіні покинув пост президента клубу, поступившись ним синові Савара, Томасу. При цьому Гуаззіні продовжив діяльність у структурі Стад Франсе як почесний президент.

## Назва, лого
У 1880-ті роки, багато нових спортивних секцій було сформованих на англійську манеру, тобто прибрали англійські назви (Рейсінг Клаб де Франс, Стандард, Спортінг, Дарінг тощо). Назва Стад була обрана молодими студентами, як нагадування про Стародавню Грецію, адже ж на стадіоні (Стаде) спортсмени виконували свої подвиги. Франсе прийшли пізніше. Як не дивно, назву цю надали британські гравці, проти яких Stadistes грали на ранній стадії, щоб відрізнити їх від своїх власних паризьких асоціацій, бо регбі наприкінці 1880-х років була досить експатріатською грою. У ті роки, Франція ще жила пам'яттю про війну виграну Німеччиною в 1871. Патріотичний заклик до помсти (фр. la revanche), ймовірно і стояв за вибором синього, білого та червоного кольорів національного прапора Франції, і назви Стад Франсе (фр. Stade français). Синій і червоний кольори також є офіційними кольорами міста Парижа, який надавав підтримку з 1994 року (Бертран Деланое, мер Парижа з 2001 по 2014 рік, є вірним прихильником і близьким другом колишнього голови Стад Франсе, Макса Гуаззіні, який служив юристом-консультантом Бертрана Деланое наприкінці 1970-х і на початку 1980-х років).
Традиційними кольорами Стад Франсе були королівські сині футболки, червоні шорти та білі гетри. На старому логотипі клубу видніють букви S і F (ініціали клубу) білого кольору на червоній та синій половинці щиту. Дванадцять блакитних зірок символізують дванадцять перемог чемпіонату. Новими кольорами команди є темно-синій і рожевий. На даний час логотип представляє собою синій щит з буквами S і F та три блискавки на рожевому фоні.
Президент Гуаззіні хотів створити форму, з якою б ідентифікувалась команда. Спочатку він вирішив включити в дизайн три блискавки, які тепер і видніють на емблемі клубу, а щороку презентувати нову футболку. У 2005 році Гуаззіні пішов далі і вирішив шокувати «мачо» світ регбі, роблячи футболки рожевими, адже ж рожевий є одним з найменш використовуваних кольорів. Стад Франсе зіграли свій перший матч в нових кольорах уже у вересні 2005 року з командою Перпіньян, де програли (12-16). Після цього вони використовують їх регулярно. 15 квітня 2006, Стад Франсе розіграв матч з командою Тулузи і попросив дозволу одіти свої рожеві футболки. Суддя відмовився, тому що, за його словами, рожевий погано компонується з червоним кольором збірної Тулузи.
Клуб продав 20 000 рожевих футболок протягом 2005—2006 років. Гуаззіні випродукував 10 000 рожевих прапорів, які були розкидані на сидіннях стадіону Стад де Франс, коли команда змагалась з командами Тулуза і Біарріц Олімпік. Дві нові форми були введені на початку сезону 2006—2007. Рожева форма, розроблена модельєром Кензо, була вперше використана для домашнього дебюту Стад Франсе проти Монпельє Еро, 19 серпня 2006 року. Нова темно-синя форма використовувалась під час другої домашньої гри проти Авірон Байонне,9 вересня 2006 року. Тоді ж й було піднято ряд питань, чому на спортивній формі видніють рожеві лілії, зелені блискавки і зелені цифри, якщо зелений колір не є кольором клубу. Новий стиль був офіційно представлений гравцям за декілька хвилин до початку гри. Як і очікувано, вболівальники привітали команду бурхливими оплесками. Однією людиною, яка бачила форму задовго до початку матчу, був Крістоф Домінічі. Радіокерована модель машини, яка використовується для привезення чаю було пофарбовано в рожевий колір протягом сезону 2006—2007.

## Форма
Деякі з екстравагантних форм Стад Франсе.
|              |
| 2010 домашня |

|                |
| 2010 чемпіонат |

|             |
| 2010 виїзна |

|              |
| 2011 домашня |

|             |
| 2011 виїзна |

|              |
| 2012 домашня |

## Досягнення
Топ 14
- Чемпіони: 1893, 1894, 1895, 1897, 1898, 1901, 1905, 1908, 1998, 2000, 2003, 2004, 2007
- Фіналіст: 1896, 1899, 1904, 1905, 1906, 1907, 1927, 2005

Кубок Хайнекен
- Фіналіст: 2001, 2005

Європейський кубок з регбі
- Фіналіст: 2011, 2013

Кубок Франції
- Переможець: 1999
- Фіналіст: 1998

Шаленж де л'Есперанс
- Фіналіст: 1916

## Сезон 2016—2017 Топ 14
| \| \| 2016–2017 Топ 14 таблиця \| |                          |            |          |       |         |         |            |                     |          |             |                |                 |      |
| | Клуб                     | Розіграних | Виграних | Нічия | Програш | Бали за | Бали проти | Різниця балів Diff. | Проби за | Проби проти | Здобуті бонуси | Втрачені бонуси | Бали |
| 1 | АСМ Клермон Овернь       | 16         | 10       | 2     | 4       | 474     | 328        | +146                | 50       | 34          | 5              | 2               | 51   |
| 2 | Атлантик Стад Рошель     | 16         | 9        | 3     | 4       | 416     | 293        | +123                | 40       | 22          | 5              | 3               | 50   |
| 3 | Монпельє Еро             | 16         | 10       | 0     | 6       | 409     | 340        | +69                 | 35       | 29          | 3              | 3               | 46   |
| 4 | Тулуза                   | 16         | 9        | 0     | 7       | 338     | 313        | +25                 | 31       | 22          | 2              | 4               | 42   |
| 5 | Тулон                    | 16         | 8        | 1     | 7       | 388     | 340        | +48                 | 35       | 33          | 4              | 3               | 41   |
| 6 | Кастр                    | 16         | 8        | 1     | 7       | 400     | 322        | +78                 | 38       | 24          | 3              | 2               | 39   |
| 7 | Бордо-Бегль              | 16         | 8        | 0     | 8       | 374     | 365        | +9                  | 31       | 32          | 1              | 4               | 37   |
| 8 | Брів Коррез              | 16         | 8        | 1     | 7       | 343     | 381        | –38                 | 22       | 34          | 0              | 2               | 36   |
| 9 | Рейсінг                  | 15         | 8        | 1     | 6       | 325     | 312        | +13                 | 33       | 26          | 2              | 0               | 36   |
| 10 | Стад Франсе              | 16         | 7        | 1     | 8       | 375     | 387        | –12                 | 35       | 35          | 2              | 2               | 34   |
| 11 | Сексьйон Палуаз          | 15         | 7        | 0     | 8       | 346     | 385        | –39                 | 33       | 35          | 1              | 4               | 33   |
| 12 | Ліон                     | 15         | 5        | 2     | 8       | 288     | 336        | –48                 | 20       | 25          | 1              | 3               | 28   |
| 13 | Гренобль                 | 16         | 3        | 0     | 13      | 348     | 515        | –167                | 33       | 46          | 1              | 6               | 19   |
| 14 | Авірон Байонне           | 15         | 3        | 2     | 10      | 223     | 430        | –207                | 15       | 45          | 0              | 0               | 16   |
| Якщо команди знаходяться на одному рівні в таблиці на будь-якому етапі, будуть застосовані тайбрейки в такому порядку: 1. Класифікація в попередньому сезоні Топ 14 |                          |            |          |       |         |         |            |                     |          |             |                |                 |      |
| Зелений фон (1 та 2 рядки) отримують пів-фінальні плей-офф місця і візьмуть участь у 2017-18 Європейському кубкові чемпіонів з регбі. Голубий фон (рядки від 3 до 6) здобудуть чвертьфінальні плей-офф місця і візьмуть участь у Кубку чемпіонів. Жовтий фон (7 рядок) авансують до плей-офф щоб отримати шанс позмагатись в Кубку чемпіонів. Білий фон вказує на команди, які здобули місце в Кубку Європи з регбі. Червоний фон (13 і 14 рядки) — команди будуть перенесені до Регбі Про Д2. Фінальна таблиця |                          |            |          |       |         |         |            |                     |          |             |                |                 |      |
| | 2016–2017 Топ 14 таблиця |            |          |       |         |         |            |                     |          |             |                |                 |      |

## Французькі регбісти
| - Александр Альбуї - Жорж Андрі - Бенуа Огуст - Давід Ораду - Едуард Бадер - Матьє Бастарод - Лайонель Боксіс - Ніколас Бези - Матьє Блан - Фернанд Буіссон - Жульєн Буссес - Олів'є Брузе - Жак Шабан-Дельмас - Деніс Шарвет - Жан Шастаньє | - Артур Шоллон - Франк Комба - Марсель Коммуні - Крістоф Домінічі - П'єр Файлю - Жероме Філлол - Фаб'єн Галтьє - Ролан Гаррос - Філіп Жамбер - Огюст Жиро - Стефане Глас - Артур Гомез - Адольф Жорегай - Ніколас Жанжан - Крістоф Жуільєт | - Жан-Батіст Лафонд - Фабріс Ландро - Крістоф Лауссук - Марсель Легрейн - Еміль Лесьєр - Роберт Левассор - Браян Лібенберг - Марк Лівремонт - Тома Ломбар - Арнод Маршоіс - Сільвен Марконне - Ремі Мартін - Жоффруа Мессіна - Олів'єр Міллойд - Крістофе Моні | - Вінсент Москато - Жозеф Олів'є - Рауль Паолі - Алан Пенод - П'єр Рабадан - Олівєр Румат - Жульєн Сабаде - Серж Сімон - Давід Скреля - Димитрій Шажевський - Патрік Табакко - Жан Вайссе - П'єр Вігоруа - Пітер де Вілльєрс |

## Міжнародні регбісти
| - Нахуель Тетаз Шапарро - Феліпе Контепомі - Ігнасіо Корлето - Хуан Мартін Хернандез - Хуан Мануель Легуїзамон - Агустін Пішот - Гонзало Квесада - Мартін Родрігез - Родріго Ронкеро - Гонзало Тьєсі - Патріціо Нор'єга - Франсіз Файніфо | - Марк Гасьнєр - Кріснан Іну - Дігбі Йоане - Річард Кінгі - Давід Лайонс - Радіке Само - Джордж Сміт - Морган Турінуї - Поль Варвік - Пауло до Ріо Бранко - Робінс Тчале-Ватчоу - Стен Врайт | - Майк Джеймс - Морган Вільямс - Джеймс Хаскелл - Том Палмер - Оллі Філліпс - Річард Пул-Джонс - Поль Сакей - Алекс Рокобаро - Давід Кубряшвіллі - Константін Енрікез - Мауро Бергамаско - Мірко Бергамаско | - Дієго Домінгуез - Джон Акурангі - Байрон Келлехер - Реган Кінг - Брайан Ліма - Гавін Вільямс - Хуго Совсвелл - Саймон Тейлор - Фальє Оелшіг - Шаун Совербі - Пабло Лемойне - Скот ЛаВаллаї |

## Головні тренери
| Сезон(и)        | Ім'я                       | Національність                  |
| 1995–99         | Бернард Лапорте            | Франція                         |
| 1999–2000       | Джорджес Косте             | Франція                         |
| 2000–02         | Джон Конноллі              | Австралія                       |
| 2002–04         | Нік Маллетт                | Південно-Африканська Республіка |
| 2004–08         | Фаб'єн Гальт'є             | Франція                         |
| 2008 — Sep 2009 | Евен МсКензі               | Австралія                       |
| Sep 2009–10     | Жак Делмаз Дідьєр Фавгерон | Франція                         |
| 2010–12         | Майкл Чеїка                | Австралія                       |
| 2012–13         | Річард Пул-Джонс           | Англія                          |
| 2013–present    | Гонзало Квесада            | Аргентина                       |